# 3. vzdrževalna brigada (ZDA)
3. vzdrževalna brigada (izvirno angleško 3rd Sustainment Brigade) je podporna brigada Kopenske vojske Združenih držav Amerike. Zadolžena je za logistično podporo 3. pehotne divizije (mehanizirane).

## Zgodovina
Brigada je bila ustanovljena 15. junija 2005 kot 3. podporna brigada (3rd Support Brigade) s preoblikovanjem Divizijskega podpornega poveljstva 3. pehotne divizije in bila 21. aprila 2006 preimenovana v 3. vzdrževalno brigado.